# کسی مانند تو (فیلم)
کسی مثل تو (به انگلیسی: Someone Like You) یک کمدی رمانتیک با بازی هیو جکمن و اشلی جاد و به کارگردانی تونی گلدوین، محصول سال ۲۰۰۱ است که براساس رمانی از لورا زیگمن ساخته شده‌است.